# Vuelta a México 2009
La edición 2009 de la competición ciclista Vuelta a México fue disputada desde el 1 al 8 de marzo de 2009.
Incluida en el UCI America Tour, el recorrido tuvo 8 etapas y se inició con un circuito en Oaxaca de Juárez para culminar en la Ciudad de México luego de 1247 km .
El ganador fue el venezolano Jackson Rodríguez, corredor del equipo Serramenti PVC Diquigiovanni-Androni Giocattoli. Rodríguez obtuvo el liderato de la competencia en la 5.ª etapa (denominada la etapa reina al escalar ocho puertos de montaña) al culminar 2º en la etapa en la que llegó fugado junto al suizo David Vitoria

## Equipos participantes
Participaron un total de 20 equipos de 8 ciclistas cada uno divididos en 10 locales y 10 extranjeros.
| Locales                            | Extranjeros                                     |
| ---------------------------------- | ----------------------------------------------- |
| Tecos-Trek                         | Rock Racing                                     |
| Canel's Turbo                      | Serramenti PVC Diquigiovanni-Androni Giocattoli |
| Arenas Tlaxcala                    | Selección de Estados Unidos                     |
| Selección de México                | Burgos Monumental-Castilla y León               |
| Orven                              | Ouch presented by Maxxis                        |
| Tequila Afamado                    | Team Type 1                                     |
| Selección Regional Occidente       | Trek-Livestrong                                 |
| Selección de Oaxaca                | Planet Energy                                   |
| Selección Regional Puebla-Tlaxcala | Amica Chips-Knauf                               |
| Selección Estado de México         | Selección de Cuba                               |

## Etapas
| Etapa | Fecha      | Recorrido                        | Km    | Ganador               | Líder                 |
| 1ª    | 1 de marzo | Circuito en Oaxaca               | 93,6  | Juan Pablo Magallanes | Juan Pablo Magallanes |
| 2ª    | 2 de marzo | Huajuapan de León-Puebla         | 204,6 | Jackson Rodríguez     | Juan Pablo Magallanes |
| 3ª    | 3 de marzo | Puebla-Orizaba                   | 140   | Gilberto Simoni       | Gilberto Simoni       |
| 4ª    | 4 de marzo | Tlaxcala-Cuernavaca              | 198   | David Vitoria         | Gilberto Simoni       |
| 5ª    | 5 de marzo | Cuernavaca-Toluca                | 212   | David Vitoria         | Jackson Rodríguez     |
| 6ª    | 6 de marzo | San Miguel de Allende-Guanajuato | 190   | Cameron Evans         | Jackson Rodríguez     |
| 7ª    | 7 de marzo | Huichapan-Pachuca                | 132   | Florencio Ramos       | Jackson Rodríguez     |
| 8ª    | 8 de marzo | Circuito en D. F.                | 76,8  | Andrew Pinfold        | Jackson Rodríguez     |

## Clasificaciones finales
Las clasificaciones culminaron de la siguiente manera:

### Clasificación general
| Posición | Ciclista               | Equipo                                          | Tiempo      |
| -------- | ---------------------- | ----------------------------------------------- | ----------- |
| 1º       | Jackson Rodríguez      | Serramenti PVC Diquigiovanni-Androni Giocattoli | 32h 20' 11" |
| 2º       | Carlos López González  | Canel's Turbo                                   | + 30"       |
| 3º       | David Vitoria          | Rock Racing                                     | + 42"       |
| 4º       | Ignacio Sarabia        | Selección de México                             | + 47"       |
| 5º       | Glen Chadwick          | Rock Racing                                     | + 53"       |
| 6º       | José de Jesús Gómez    | Canel's Turbo                                   | + 1'02"     |
| 7º       | Bernardo Colex         | Selección de México                             | + 1' 02"    |
| 8º       | Leonardo Moser         | Serramenti PVC Diquigiovanni-Androni Giocattoli | + 1' 14"    |
| 9º       | Gilberto Simoni        | Serramenti PVC Diquigiovanni-Androni Giocattoli | + 2' 08"    |
| 10º      | José Enrique Gutiérrez | Rock Racing                                     | + 2' 18"    |

### Clasificación por equipos
| Posición | Equipo                                          | Tiempo      |
| -------- | ----------------------------------------------- | ----------- |
|          | Rock Racing                                     | 96h 57' 15" |
| 2        | Selección de México                             | + 27"       |
| 3        | Serramenti PVC Diquigiovanni-Androni Giocattoli | + 6' 22"    |
| 4        | Canel's Turbo                                   | + 7' 07"    |
| 5        | Tecos-Trek                                      | + 17' 18"   |